# 巴伊杜河
巴伊杜河（法語：Baïdou），是中非共和國的河流，位於該國中部，流經瓦卡省，屬於瓦卡河的左支流，河道全長221公里，河口在班巴里以北，每年平均降雨量1,804毫米。